# Daniel-François-Esprit Auber
Daniel François Esprit Auber (29. januar 1782 – 12. maj 1871) var en fransk komponist. 
Han blev fra 1857 kejserlig kapelmester; af hans 49 operaer kendes især La muette de Portici fra 1828, desuden opnåede Fra Diavolo fra 1830 varig succes.